# In the Loop

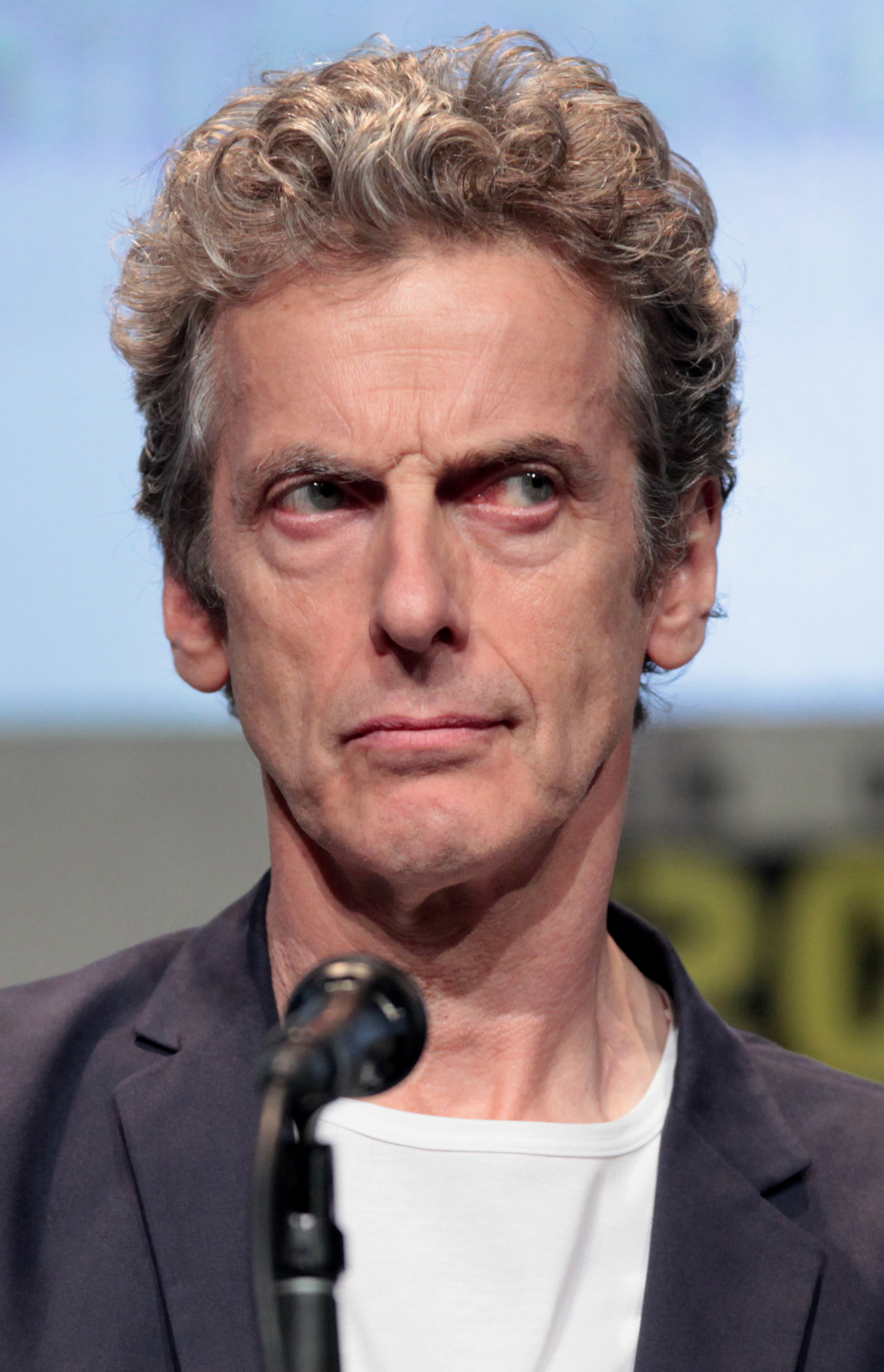
Peter Capaldi se llevó la nominación a mejor actor de reparto en 2009	por la Chicago Film Critics Association	por su papel en In The Loop

In the Loop es una película británica de comedia de 2009, dirigida por Armando Iannucci e interpretada por James Gandolfini, Tom Hollander, Peter Capaldi, Mimi Kennedy, Anna Chlumsky, Chris Addison, Gina McKee, David Rasche y Steve Coogan. Está basada en la serie de televisión The Thick of It, y satiriza la política angloamericana y la invasión de Irak.
El largometraje se rodó entre mayo y diciembre de 2008 y fue estrenado el 22 de enero de 2009 en el Festival de cine de Sundance. Fue candidato al Óscar al mejor guion adaptado.

## Premios y nominaciones
| Fecha                   | Premio                           | Categoría                              | Receptor(es)                                                   | Resultado |
| ----------------------- | -------------------------------- | -------------------------------------- | -------------------------------------------------------------- | --------- |
| 6 de diciembre de 2009  | British Independent Film Awards  | Mejor película independiente británica |                                                                | Nominada  |
| 6 de diciembre de 2009  | British Independent Film Awards  | Mejor director                         | Armando Iannucci                                               | Nominado  |
| 6 de diciembre de 2009  | British Independent Film Awards  | Premio Douglas Hickox                  | Armando Iannucci                                               | Nominado  |
| 6 de diciembre de 2009  | British Independent Film Awards  | Mejor guion                            | Armando Iannucci, Jesse Armstrong, Simon Blackwell, Tony Roche | Ganadores |
| 6 de diciembre de 2009  | British Independent Film Awards  | Mejor actor                            | Peter Capaldi                                                  | Nominado  |
| 6 de diciembre de 2009  | British Independent Film Awards  | Mejor actor de reparto                 | Tom Hollander                                                  | Nominado  |
| 21 de diciembre de 2009 | Chicago Film Critics Association | Mejor actor de reparto                 | Peter Capaldi                                                  | Nominado  |
| 21 de diciembre de 2009 | Chicago Film Critics Association | Mejor guion adaptado                   | Armando Iannucci, Jesse Armstrong, Simon Blackwell, Tony Roche | Nominados |
| 21 de febrero de 2010   | Premios BAFTA                    | Mejor película británica               |                                                                | Nominada  |
| 21 de febrero de 2010   | Premios BAFTA                    | Mejor guion adaptado                   | Armando Iannucci, Jesse Armstrong, Simon Blackwell, Tony Roche | Nominados |
| 7 de marzo de 2010      | Premios Óscar                    | Óscar al mejor guion adaptado          | Armando Iannucci, Jesse Armstrong, Simon Blackwell, Tony Roche | Nominados |